# Curcuma cordata
Espèce
Classification phylogénétique
Curcuma cordata ou Curcuma Blanc (voir aussi Curcuma zedoaria) est une plante de la famille des Zingiberaceae ou des Gingembres. 
Curcuma cordata a une longue tige, une grande inflorescences rose fleurissant en milieu d’été. C'est une plante native de Thaïlande, en général de couleur rosée, mais des formes de couleur allant du blanc au pourpre ont aussi été observées. Les racines sont plutôt d'une couleur blanc cassé.
Utilisée en médecine traditionnelle en Thaïlande mais non pour la cuisine. On peut la trouver aux Jardins Botaniques de Singapour.
Le Jardin Botanique de Singapour différencie Curcuma cordata et Curcuma petiolata comme des espèces différentes. Il se trouve aussi sous le nom Curcuma petiolata décrit à l'origine par William Roxburgh de Birmanie. Il y a plusieurs espèces et variétés similaires vendues sous le nom Curcuma petiolata. Elles fleurissent et se sèment naturellement à Singapour.

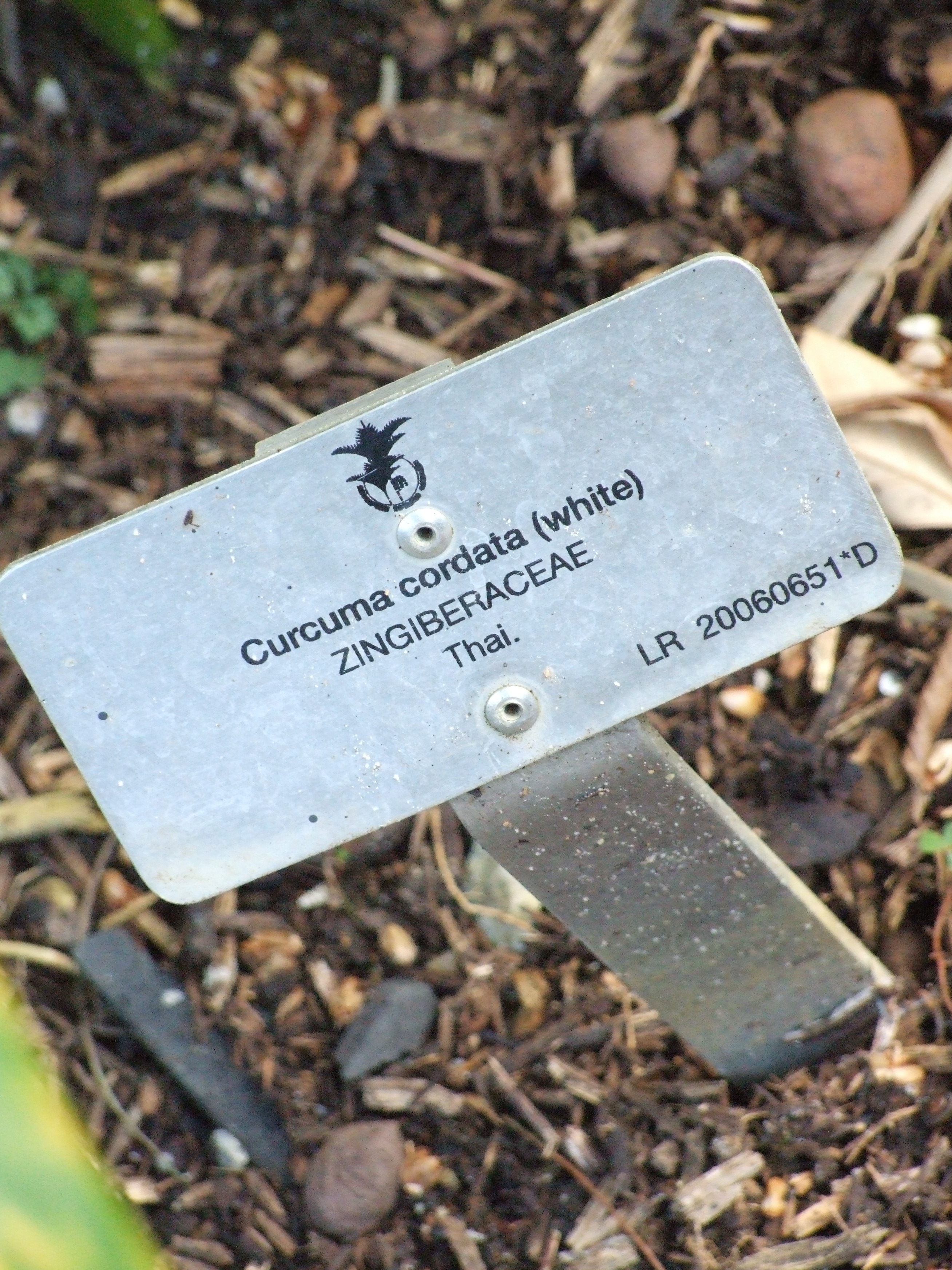
Tag - Jardin des Gingembres - Jardin Botanique de Singapour
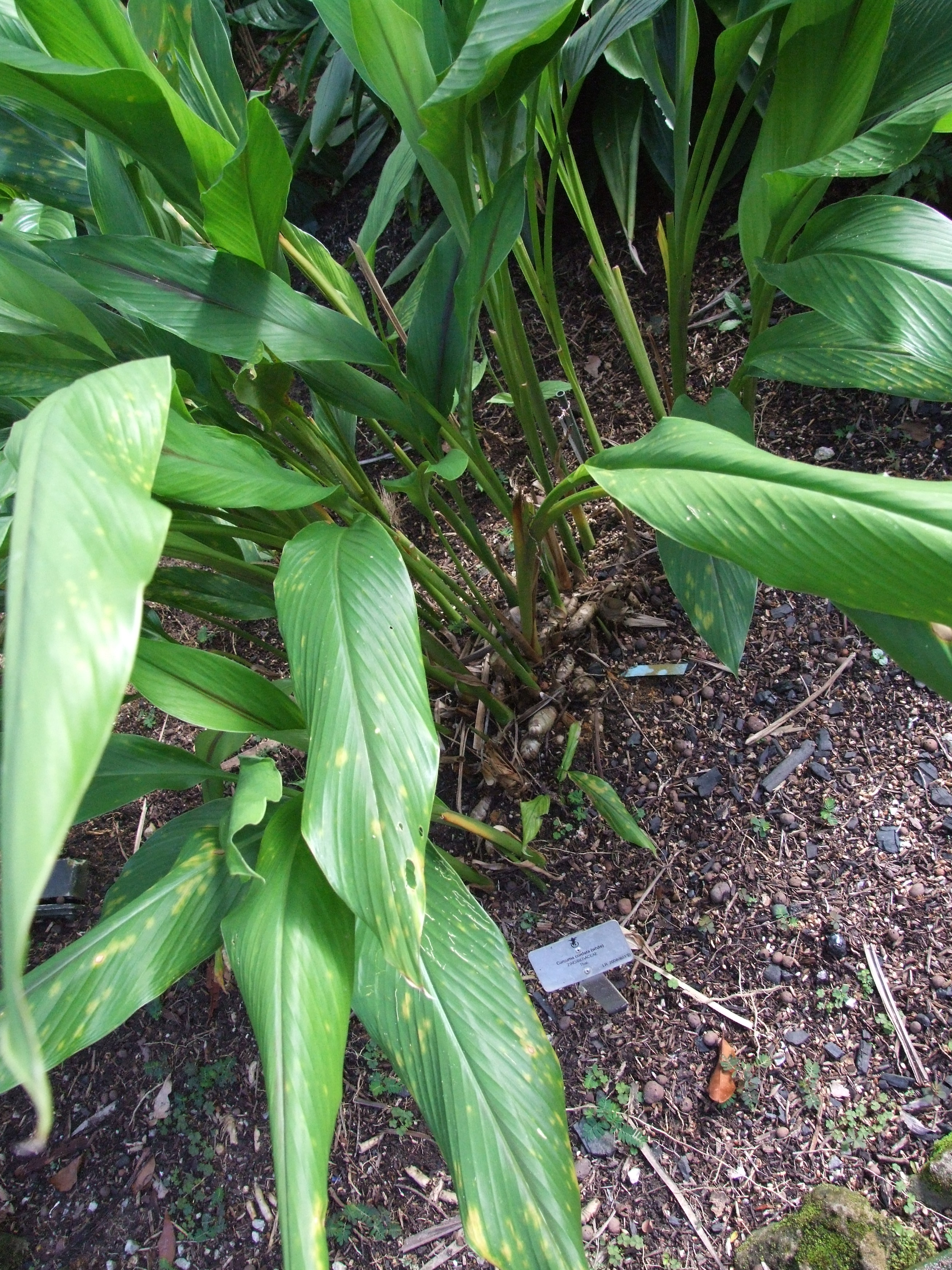
Feuilles Curcuma blanc - Jardin des Gingembres - Jardin Botanique de Singapour